# Ермітова форма
Ермітова форма (ермітово-симетрична напівбілінійна форма) — визначена в векторному просторі {\displaystyle \ L} над полем {\displaystyle \mathbb {C} } комплексних чисел функція двох аргументів {\displaystyle \langle \cdot ,\cdot \rangle }, що приймає значення з поля {\displaystyle \mathbb {C} } і має властивості:
- напівбілінійність(чи сесквілінійність):

{\displaystyle \langle x+y,z+w\rangle =\langle x,z\rangle +\langle x,w\rangle +\langle y,z\rangle +\langle y,w\rangle \qquad x,y,z,w\in L}
{\displaystyle \langle ax,by\rangle ={\bar {a}}b\langle x,y\rangle \qquad a,b\in \mathbb {C} }
- ермітова-симетричність:

{\displaystyle \langle x,y\rangle ={\overline {\langle y,x\rangle }}}
Із властивості ермітової симетричності випливає, що {\displaystyle \langle x,x\rangle } є дійсним числом.
В випадку виконання додаткової умови
- {\displaystyle \forall x\in L\setminus \{0\}\qquad \langle x,x\rangle >0}

форма називається додатньо-визначенною ермітовою формою чи ермітовим скалярним добутком.